# Тырин (село)
Тырин — село в Кыринском районе Забайкальского края в составе сельского поселения «Верхне-Ульхунское»

## Географическое положение
Село расположено в восточной части района на расстоянии примерно 29 километров на восток от районного центра села Кыра.

## Климат
Климат резко континентальный. Средняя температура в январе колеблется между −22-24 °С, в июле доходит до отметки в +12 +18 °С. За год выпадает около 350 мм осадков. В целом погода характеризуется холодной продолжительной зимой, относительно жарким и влажным летом, коротким межсезоньем и ветреностью.

## Население
Постоянное население составляло 347 человек в 2002 году (русские 100 %), 255 человек в 2010 году.